# Glypta deserta
Glypta deserta är en stekelart som beskrevs av Kuslitzky 1976. Glypta deserta ingår i släktet Glypta och familjen brokparasitsteklar. Inga underarter finns listade i Catalogue of Life.